# Сан Северо
Сан Северо (на италиански: San Severo) e град и община в Южна Италия. Населението му е 53 015 жители (декември 2017 г.), а площта 333 кв. км. Намира се на 90 м н.в. в часова зона UTC+1. Пощенският му код е 71016, а телефонния 0882.